# Carrauntoohil
Carrauntoohil (též Carrantuohill, irsky Corrán Tuathail) je nejvyšší hora Irska. Nachází se v hrabství Kerry, v pohoří Macgillycuddy's Reeks. Dosahuje nadmořské výšky 1041 m n. m. (někdy bývá uváděno 1038 m n. m.). Na vrcholu se nachází 5 m vysoký kovový kříž.

## Název
Jméno „Carrauntoohil“ je odvozeno z irského Corrán Tuathail, což znamená „Tuathalův srp“.

## Přístup
Nejvyužívanější výstupová cesta na vrchol vede ze severovýchodu přes Hag's Glen a Devil's Ladder. Lze též podniknout hřebenovou túru ve směru ze západu na východ a zdolat i zbylé dvě tisícovky v pohoří – Beenkeragh (1010 m n. m.) a Caher (1001 m n. m.).

## Galerie

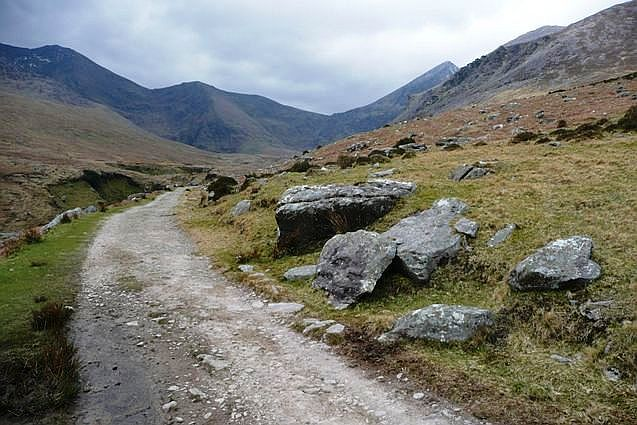
Přístup z údolí Hag's Glen
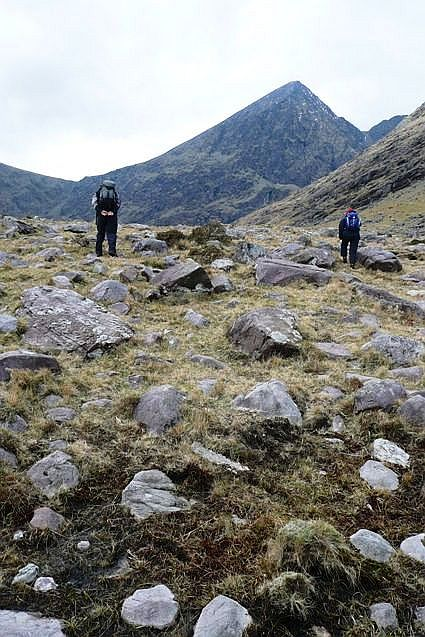
Z Hag's Glen
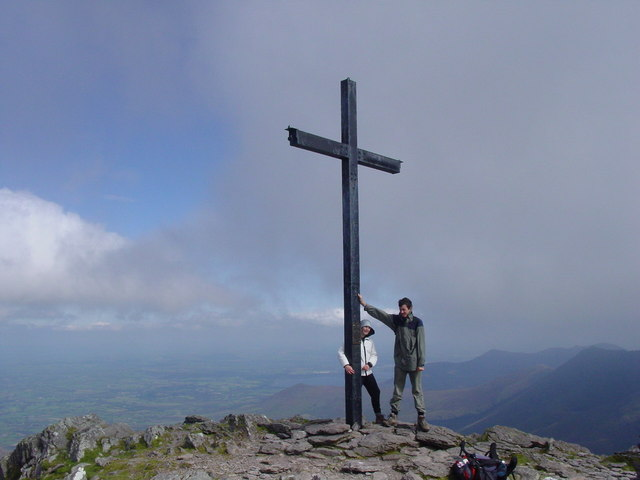
Vrcholový pětimetrový kříž
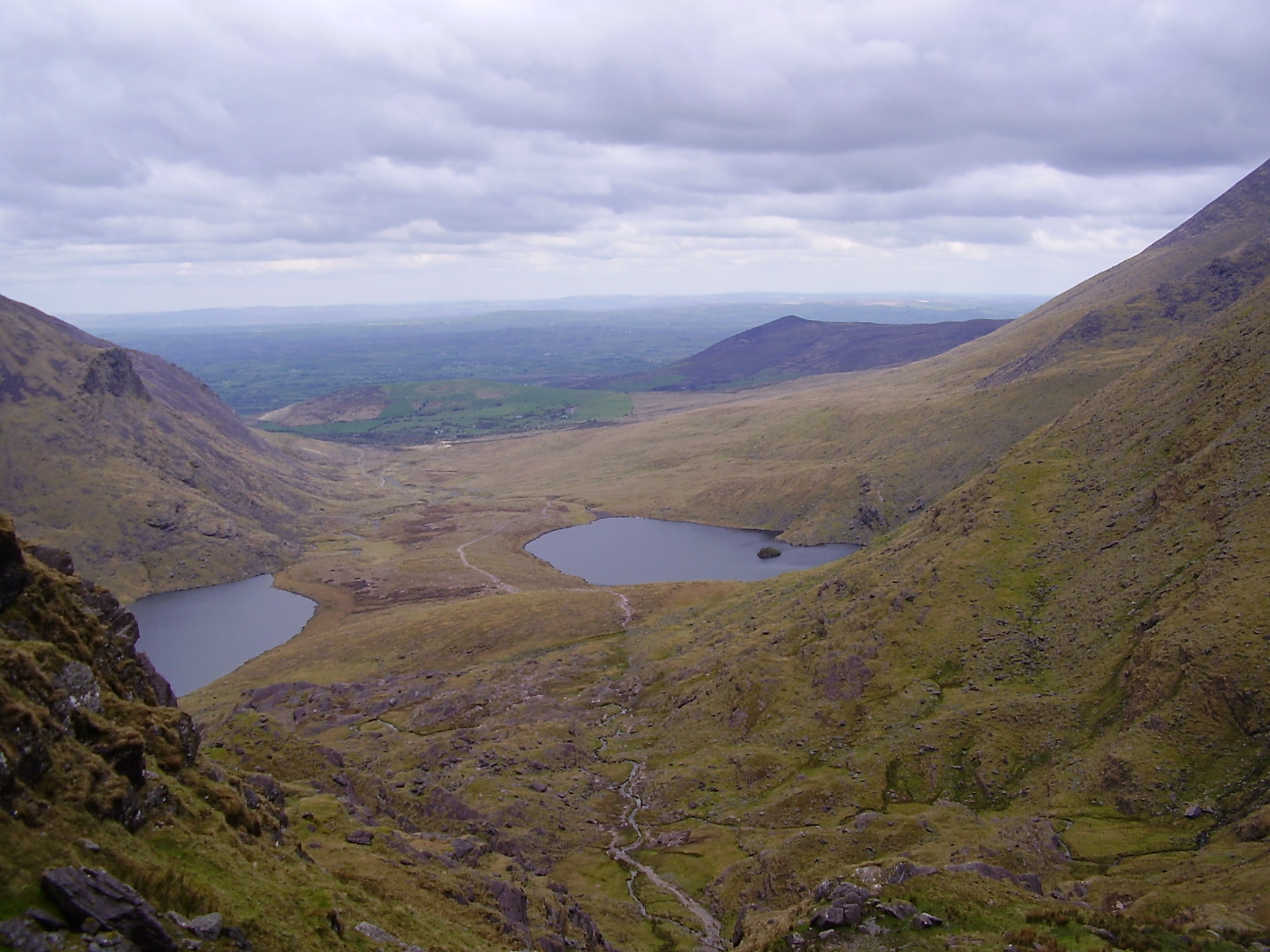
Hag's Glen z Devil's Ladder